# Eurytoma pletiodropa
Eurytoma pletiodropa är en stekelart som beskrevs av Gérard Delvare 1988. Eurytoma pletiodropa ingår i släktet Eurytoma och familjen kragglanssteklar.
Artens utbredningsområde är Senegal. Inga underarter finns listade i Catalogue of Life.